# Flugplatz Audembert

i7
i11
i13
Das Aèrodrome de Audembert, gelegentlich auch Aèrodrome de Wissant-Audembert, war im Zweiten Weltkrieg ein Militärflugplatz in Frankreich. Er lag in der heutigen Region Hauts-de-France im Département Pas-de-Calais hauptsächlich auf dem Gemeindegebiet von Audembert zirka 1 km westlich des Ortszentrums und teilweise auf dem Gebiet von Wissant.
Er besaß eine Gras-Start- und Landebahn sowie befestigte Rollbahnen und einige Hangars.

## Geschichte
Der Flugplatz existierte wahrscheinlich bereits vor dem Krieg. Während der Luftschlacht um England im Jahr 1940 war dies der England am nächsten gelegene Feldflugplatz der Luftwaffe. 

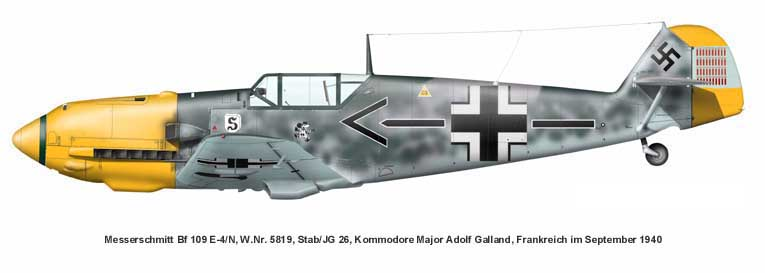
Gallands Bf 109 E-4

Hier waren von Juli bis Anfang Dezember 1940 die Bf 109 von Stab und I. Gruppe des Jagdgeschwaders 26 (Stab und I./JG 26) stationiert. Kommodore des Geschwaders war ab Mitte August 1940 Adolf Galland. Der Stab kehrte zwischen Juni 1941 bis Juni 1942 noch einmal, zunächst mit Bf 109F und später mit Fw 190A ausgerüstet, nach Audembert zurück.
Im weiteren Verlauf des Krieges diente der Flugplatz ab 1943 deutschen Bodentruppen, die hier im Hinblick auf die Errichtung des Atlantikwalls eintrafen. Auch im Bereich des Flugplatzes entstanden in dieser Zeit einige Bunker.
Das Gelände wurde nach Befreiung der Gegend durch die Alliierten im Sommer 1944 wieder landwirtschaftlich genutzt. Einige Splitterboxen und ein Stück Rollbahn existieren noch heute.